# Sede del Partido Popular
La sede nacional del Partido Popular se encuentra en el número 13 de la madrileña calle de Génova (España).
Antaño la parcela era ocupada por el huerto del convento de las monjas salesas. Alianza Popular, cuya sede se situaba anteriormente en la calle de Silva, se instaló en el inmueble en febrero de 1983, tras sus buenos resultados electorales de 1982. El arquitecto Gonzalo Urquijo firmó el proyecto de reforma del edificio, que cuenta con siete plantas.
Al momento de la inauguración de la sede de Alianza Popular, el 17 de enero de 1983, el edificio poseía 6000 m² y 700 m² de locales comerciales, junto con tres sótanos de aparcamiento para 140 vehículos. El edificio fue adquirido a Mapfre en 2006 por 37 millones de euros.
En diciembre de 2014 su fachada sufrió un atentado, al ser alunizada por un vehículo cuyo conductor portaba dos bombonas de gas.
Sus sucesivas reformas son polémicas por el presunto pago en negro que habría efectuado el partido, derivado de la contabilidad secreta de su antiguo tesorero Luis Bárcenas. El juez José de la Mata comunicó en mayo de 2016 al PP que debía abonar 1 024 987 euros como fianza civil en relación con el caso del impago del impuesto de sociedades de la empresa responsable de las reformas de la sede en 2007.
El 16 de febrero de 2021, el presidente del Partido Popular, Pablo Casado, anunció la intención de cambiar la sede nacional del Partido Popular debido a las sospechas respecto a su reforma. No obstante, tras la llegada de Alberto Núñez Feijóo a la dirección del partido en 2022, se abandonó la idea.